# إسفوتاليد (تابونت)
إسفوتاليد هو دُوَّار يقع بجماعة ترميكت، إقليم ورززات، جهة درعة تافيلالت في المملكة المغربية. ينتمي الدوّار لمشيخة تابونت التي تضم 7 دواوير. يقدر عدد سكانه بـ 823 نسمة حسب الإحصاء الرسمي للسكان والسكنى لسنة 2004.

## روابط خارجية
- البوابة الوطنية للجماعات الترابية
- المندوبية السامية للتخطيط